# Kritisches Denken
Mit der Wortkombination kritisches Denken (im Englischen critical thinking) ist umgangssprachlich der faktengestützte Prozess des Nachdenkens gemeint, ohne sich allzu sehr von Gefühlen (Emotionen) oder Meinungen beeinflussen zu lassen. Es geht dabei um die Anwendung logischer Prinzipien, strenger Beweisstandards und sorgfältiger Argumentation bei der Analyse und Diskussion von Informationen, Behauptungen, Überzeugungen, Problemen etc., um schließlich zu einem eigenen Urteil zu gelangen. Der Begriff umfasst auch die Gesamtheit der Fähigkeiten, Fertigkeiten, Kompetenzen, Methoden usw., die zum kritischen Denken gehören.

## Begriff und Methode
Der Begriff umfasst sowohl eigenständige didaktische Inhalte (z. B. systematisches Assoziieren) als auch fachliche Arbeitsweisen, und zwar durchgängig von der Grundschule bis zum Abschluss der Universität. Bekannt wurde das Trainingsmodell Reflection, Reasons, Alternatives (RRA):
- Vermeide schnelle Urteile, akzeptiere nicht jede erste Idee, die dir in den Kopf kommt, oder das, was in den Medien präsentiert wird. Denke erst einmal darüber nach.
- Frage nach: Woher wissen Sie das? Was ist der Grund dafür? Was ist Ihre Informationsquelle?
- Suche gezielt nach alternativen Hypothesen, Erklärungen und Ursachen, nach alternativen Plänen und Lösungen.

Nach Peter Facione umfasst kritisches Denken die „bewusste, selbstregulative Urteilsbildung, die Interpretation, Analyse, Bewertung und Schlussfolgerung beinhaltet“. Wichtig dafür ist vor allem die Fähigkeit, selbstständig und ohne Kognitive Verzerrung (bias) nachzuforschen, also ohne Informationen zu bevorzugen, die der eigenen Meinung entsprechen (confirmation bias), und ohne Gegenpositionen abzuwerten (myside bias).

## Kritisches Denken in der Hochschullehre
Die Hochschulbildung stellt den Anspruch, kritisches Denken zu befördern. Dieses Ziel ist in institutionellen Richtlinien und regulatorischen Rahmenbedingungen verankert. So zielen spezifische Lehrmethoden und Theorien darauf ab, kritisches Denken im hochschulischen Kontext zu befördern (Kritische Pädagogik). Um bis zum Studienabschluss ein hohes Maß an kritischem Denken zu erlangen, wird von Studierenden erwartet, dass sie das kritische Denken im Laufe des Studiums kontinuierlich weiterentwickeln und verfeinern.
Kritisches Denken steht im hochschulischen Kontext oftmals in semantischer Nähe zum selbstverantwortlichem Lernen. Coady (1994) spricht von autonomem Wissen (autonomous knowledge). Dies wird nicht isoliert vermittelt, sondern beinhaltet die Bewertung von Informationen unter Berücksichtigung der sozialen und politischen Kontexte, in denen dieses Wissen entsteht (Buttigieg & Calleja, 2020; Robertson, 2009).
Kritisches Denken ermöglicht es Einzelpersonen, Informationen und etablierte Überzeugungen zu bewerten, anstatt diese passiv zu rezipieren. Da die Bewertung von Informationen ein fortlaufender Prozess ist, muss die gegenseitige Abhängigkeit zwischen dem Individuum und der Welt kritisch hinterfragt und vorhandenes Wissen im Lichte neuer Erkenntnisse kontinuierlich neu bewertet werden.

## Hintergrund
Im kritischen Denken wird der Unterschied zwischen Wissenschaftlern und Laien fließend. Die Vorstellung der „men and women as scientists“ geht davon aus, dass Menschen in ihrem Bemühen, Irrtümer zu vermeiden, spontan die gleichen Denkwege wie Wissenschaftler einschlagen, nur eben weniger ausgearbeitet. Umgekehrt seien wissenschaftliche Ergebnisse sozusagen geronnenes wissenschaftliches Denken, das sie erschaffen hat, aber insofern auch beschränkt. Einer der Paten des Gedankens ist John Dewey, der in seinem Buch Democracy and Education: an introduction to the philosophy of education (dt. Demokratie und Erziehung) aus dem Jahr 1916 die Rolle des Bürgers in seiner Fähigkeit zu kritischer Partizipation begründet sieht.